# Cotizie
Le Cotizie (in greco antico: Κοτύττια?, Kotýttia) erano delle orgiastiche feste religiose notturne dell'antica Grecia e della Tracia, in celebrazione di Coti, dea del sesso, considerata un aspetto di Persefone.

## Celebrazione
Le Cotizie ebbero origini presso gli Edoni come celebrazione del ratto di Proserpina. In tutta la Tracia venivano celebrate segretamente di notte sulle colline, ed erano note per la loro oscenità.
Con l'influenza dei commerci, la festa si trasferì anche ad Atene, Corinto e Chio, dove la sua conoscenza divenne così diffusa che il termine "compagna di Cotizio" divenne sinonimo di "puttana".
In Sicilia, i riti delle Cotizie erano molto più mondani, celebrando l'aspetto esteriore della figura di Persefone.